# Rogue River (Hess River)
Der Rogue River ist ein rechter Nebenfluss des Hess River im kanadischen Yukon-Territorium.
Der Rogue River hat eine Länge von 143 km. Er entsteht in der Rogue Range, einem Gebirgsmassiv in den Hess Mountains, am unteren Ende eines Gletschers auf einer Höhe von etwa 1600 m. Er strömt anfangs nach Norden. Am Oberlauf liegt der 2,5 km lange Arrowhead Lake. Bei Flusskilometer 106 mündet der Marmot Creek von Norden kommend in den Rogue River. Dieser wendet sich nach Westen. Bei Flusskilometer 86 bzw. 80 treffen der Einarson Creek von rechts sowie der Old Cabin Creek von links auf den Rogue River. Dieser wendet sich allmählich nach Südwesten und schließlich nach Süden, bevor er in den Hess River mündet, 120 km oberhalb dessen Mündung in den Stewart River. Das Einzugsgebiet des Rogue River umfasst 3560 km².
Im Fluss kommen u. a. folgende Fischarten vor: Cottus cognatus, Prosopium cylindraceum und die Arktische Äsche (Thymallus arcticus).